# Asiatische Büffel
Die Asiatischen Büffel (Bubalus) sind eine Gattung der Rinder, die in vier Arten über Süd- und Südostasien verbreitet ist. In geschichtlicher Zeit reichte ihr Verbreitungsgebiet westwärts bis Vorderasien und nordwärts bis China, in der letzten Eiszeit umschloss es auch Nordafrika. Durch den Menschen wurden Asiatische Büffel auch auf andere Kontinente gebracht.
Nur der Wasserbüffel (Bubalus arnee) ist weit verbreitet und gut bekannt. Die übrigen Arten asiatischer Büffel sind auf kleine Inseln beschränkt.
- Wasserbüffel (Bubalus arnee (Kerr, 1792))
- Tamarau (Bubalus mindorensis Heude, 1888)
- Tiefland-Anoa (Bubalus depressicornis (C. H. Smith, 1827))
- Berg-Anoa (Bubalus quarlesi (Ouwens, 1910))
- die Einteilung des Hauswasserbüffel, ehemals Bubalus bubalis, ist umstritten.

Ausgestorbene Arten
- † Europäischer Wasserbüffel (Bubalus murrensis)
- † Bubalus grovesi
- † Bubalus mephistopheles
- † Bubalus cebuensis
- † Bubalus palaeokerabau

Der Tamarau kommt nur auf der philippinischen Insel Mindoro vor. Tiefland- und Berg-Anoa bilden die Untergattung Anoa und werden gelegentlich als eine Art zusammengefasst. Sie sind auf der indonesischen Insel Sulawesi und der kleinen Nachbarinsel Buton endemisch. In Europa kam im Pleistozän ebenfalls eine Art, der Europäische Wasserbüffel (Bubalus murrensis) vor.
2017 wurde die fossile Anoa-Art Bubalus grovesi aus dem Süden Sulawesis beschrieben.